# Александра Люксембурзька
Александра Люксембурзька (люксемб. Alexandra vu Lëtzebuerg, фр. Alexandra de Luxembourg, нім. Alexandra von Luxemburg), повне ім'я Александра Жозефіна Тереза Шарлотта Марія Вільгельміна (нар. 16 лютого 1991) — принцеса Люксембургу, Нассау та Парми, єдина донька правлячого герцога Анрі та Марії-Терези Местре.

## Біографія

### Ранні роки
Александра народилась 16 лютого 1991 року у пологовому будинку ім. великої герцогині Шарлотти у столиці Люксембурга. Вона стала четвертою дитиною і єдиною донькою в родині наслідного великого герцога Анрі та його дружини Марії-Терези Местре. Хрещеними батьками новонародженої стали Мішель де Ліна та Марія-Анна Голіцина. Дівчинка мала старших братів Гійома, Фелікса та Луї, а за рік з'явився молодший — Себастьян.

### Освіта
Початкову освіту принцеса здобула у школі Ангельсбергу. Потім навчалася у ліцеї Вобан, який з відзнакою по літературі закінчила у 2009 році. Зараз вивчає у францисканському університеті Штойбенвілля в Огайо історію, психологію та соціальні науки.

### Громадські заходи
2 лютого 2013, відвідуючи Париж, разом з батьками була присутня на церемонії освячення нового дзвону Собору Паризької Богоматері.

## Особистість
Вільно володіє люксембурзькою, французькою, англійською та іспанською мовами. Добре розмовляє німецькою та італійською.
Цікавиться літературою та спортом. Полюбляє теніс, гірські та водні лижі.